# Juan Martín Parodi
Juan Martín Parodi Gonzalez (ur. 22 września 1974 w Paysandú) – urugwajski piłkarz występujący na pozycji pomocnika. Zawodnik bez klubu.

## Kariera klubowa
Parodi zawodową karierę rozpoczynał w 1993 roku w zespole Club Nacional de Football. Na początku 1997 roku przeszedł do argentyńskiego Deportivo Español, a w 1998 roku odszedł do meksykańskiego Toros Neza. Spędził tam rok. Następnie grał w argentyńskim Huracánie Tres Arroyos oraz w meksykańskim zespole Zacatepec.
W 2002 roku Parodi podpisał kontrakt z argentyńskim Colónem Santa Fe. W barwach tego klubu w Primera División Argentina zadebiutował 1 września 2002 roku w zremisowanym 0:0 pojedynku z Talleres Córdoba. Przez rok dla Colónu zagrał 30 razy i zdobył 3 bramki.
W 2003 roku Parodi trafił do greckiego Panioniosu GSS. W greckiej ekstraklasie zadebiutował 24 sierpnia 2003 roku w wygranym 3:2 meczu z Paniliakosem. 20 września 2003 roku w zremisowanym 2:2 spotkaniu z Kallitheą strzelił pierwszego gola w greckiej ekstraklasie. W Panioniosie występował przez 1,5 roku.
W 2005 roku odszedł do paragwajskiej Olimpii Asunción. Na początku następnego roku został graczem emirackiego Al-Ahli Dubaj. W 2006 roku zdobył z nim mistrzostwo Zjednoczonych Emiratów Arabskich. W 2007 roku wrócił do Urugwaju, gdzie został graczem zespołu Defensor Sporting. W 2008 roku zdobył z nim mistrzostwo Urugwaju.
W 2008 roku Parodi przeszedł do kolumbijskiego Deportivo Pereira. W 2009 roku trafił do greckiego drugoligowca, Olympiakosu Volos. W 2010 roku wrócił do Deportivo Pereira, a po zakończeniu sezonu 2010 odszedł z tego klubu.

## Kariera reprezentacyjna
W reprezentacji Urugwaju Parodi zadebiutował 8 lipca 2004 roku w zremisowanym 2:2 meczu rozgrywek Copa América z Meksykiem. Na tamtym turnieju, zakończonym przez Urugwaj na 3. miejscu, wystąpił jeszcze w pojedynku z Kolumbią (2:1).
W drużynie narodowej rozegrał w sumie 3 spotkania, wszystkie w 2004 roku.